# Bali-Sasak-Sumbawa-Sprachen
Die Bali-Sasak-Sumbawa-Sprachen bilden einen Zweig der West-malayo-polynesischen Sprachen der malayo-polynesischen Sprachen innerhalb der austronesischen Sprachen. Die Gruppe der Sprachen wird auf den Inseln Bali, Lombok und Sumbawa gesprochen.
Einzelsprachen sind (Klassifikation nach Ethnologue, 17. Auflage):
- Balinesische Sprache auf Bali
- Sasak–Sumbawa
  - Sasak auf Lombok
  - Sumbawa im Westteil von Sumbawa